# Lene Alexandra
Lene Alexandra Øien (Trøgstad, 29 ottobre 1981) è una cantante norvegese.

## Biografia
All'inizio degli anni 2000 Lene Alexandra ha lavorato come spogliarellista e come modella per riviste per uomini come FHM e Lek and Cats. Nel 2007 è uscito il suo singolo di debutto My Boobs Are OK su C+C Records, l'etichetta per cui lavorava, che ha raggiunto la top 5 delle classifiche in Finlandia e Norvegia e la top 20 in Danimarca e Svezia. È stato seguito da Hot Boy, Hot Girl, che ha raggiunto la top 20 norvegese e la top 40 svedese.
All'inizio del 2008 ha partecipato a Melodi Grand Prix, la selezione norvegese per l'Eurovision Song Contest, proponendo il suo terzo singolo Sillycone Valley. Nonostante non sia arrivata in finale, il suo brano ha avuto successo, raggiungendo la 17ª posizione della VG-lista e anticipando l'uscita dell'album di debutto Welcome to Sillycone Valley. La cantante ha tentato nuovamente di rappresentare la Norvegia all'Eurovision due anni dopo partecipando a Melodi Grand Prix 2010 cantando Prima Donna, ma è stata eliminata nella semifinale.
Gli anni 2010 hanno visto una svolta nella carriera di Lene Alexandra: abbandonata la sua immagine di bionda svampita che aveva caratterizzato il suo album di debutto, ha pubblicato un EP jazz intitolato Try to Catch Me nel 2012, e successivamente ha fatto fruttare la sua passione per il body building, partecipando a competizioni per culturisti e diventando istruttrice di fitness.

## Discografia

### Album in studio
- 2008 – Welcome to Sillycone Valley

### EP
- 2012 – Try to Catch Me

### Singoli
- 2007 – My Boobs Are OK
- 2007 – Hot Boy, Hot Girl
- 2008 – Sillycone Valley
- 2008 – Sexy Naughty Bitchy Me
- 2010 – Prima Donna